# Tubificoides imajimai
Tubificoides imajimai är en ringmaskart som beskrevs av Brinkhurst 1985. Tubificoides imajimai ingår i släktet Tubificoides och familjen glattmaskar. Inga underarter finns listade i Catalogue of Life.